# Steržaj
Steržaj je priimek več znanih Slovencev:
- Alen Steržaj (*1972), glasbenik-basist in novinar
- Frančišek Steržaj (1878—1922), duhovnik in pisatelj
- Harry Steržaj (*1960), kegljavec
- Miro Steržaj (*1933), kegljavec, politik in gospodarstvenik
- Milica Rajačič Steržaj, slikarka